# Peloriolus brunneus
Peloriolus brunneus is een keversoort uit de familie beekkevers (Elmidae). De wetenschappelijke naam van de soort werd in 1879 als Elmis brunnea ["brunneus"] gepubliceerd door Frederick Herschel Waterhouse. De soort werd in 2016 door Manfred Jäch et al. in het geslacht Peloriolus geplaatst.
Deze soort is uitsluitend bekend van het type-exemplaar dat volgens Waterhouse door Charles Darwin in 1836 verzameld was op Sint-Helena. Alle andere soorten van het geslacht Peloriolus komen echter voor in Zuid-Afrika, en mogelijk was de vindplaats van dit exemplaar verkeerd door Darwin opgegeven, en was ook deze kever afkomstig van Zuid-Afrika, waar Darwin een stop had gemaakt alvorens naar Sint-Helena te zeilen.